# 웨스턴 유니온
웨스턴 유니온(The Western Union Company)은 미국에 본사를 둔 금융, 통신 회사다. 19세기 전신 회사로 설립되, 전 세계 200여개국에서 개인 송금, 기업 지출과 무역 업무를 대행하고 있다. 경쟁사에는 머니그램이 있다.

## 사업
웨스턴 유니온은 전세계 500,000개 대리점을 통해 송금 서비스를 제공한다. 페이팔 등 인터넷 기반 송금 서비스와는 달리 현금 인출을 즉각 할 수 있고, 은행 계좌가 없는 고객도 이용할 수 있다는 점 덕분에 개발도상국에서 높은 시장 점유율을 차지한다. 웨스턴 유니온의 주 수입원인 수수료는 송금 방식, 속도, 이용률에 따라 달라진다. 예를 들어 2022년 기준 미국에서 멕시코로 500달러를 송금할 때, 미국에서 온라인으로 보내고 멕시코에서 현금으로 받으면 수수료가 없다. 반면 미국 내 대리점을 이용하면 수수료 8달러가 부과된다.

## 사기
2017년 연방 통신 위원회는 웨스턴 유니온이 2004년 1월과 2015년 8월 사이에 55만 건의 고객 항의를 무시했다고 밝혔다. 피해자들은 대부분 상금을 받거나, 해외의 친척들을 돕기 위해 돈을 송금하라고 사기꾼에게 속으면서 발생했다. 사기꾼들에게 송금되면 돈을 되찾을 수 없다. 일부 대리점도 사기 과정에서 수수료를 받는 조건으로 가담한 것으로 밝혀졌다. 웨스턴 유니온은 부실한 대응을 인정하고 피해자들과 보상을 합의했다.

## 역사
- 1851년:“The New York and Mississippi Valley Printing Telegraph Company”이라는 이름으로 설립하고, 1856년 “The Western Union Telegraph Company”로 바꾸었다.
- 1879년: 벨 전화회사와의 특허권 침해 소송을 합의로 끝내고 전화 시장에서 철수했다.
- 1884년: 다우 존스 산업평균지수가 시작되었을 때 최초의 구성 종목 11개 중 하나였다.
- 1909년: AT&T가 웨스턴 유니온을 인수했지만 셔먼 반독점법 위반으로 4년 뒤 매각한다.
- 1958년: 뉴욕에서 텔렉스 서비스를 시작했다.
- 1974년: 미국 기업들 중 처음으로 자체적인 지구 동기 궤도 통신위성을 발사했다.
- 1984년: 수익 감소와 높은 부채에 시달리다 워크아웃에 돌입했다. 새 경영진은 기존의 주 사업이던 통신 사업을 매각하고, 성장률이 높은 송금 서비스에 집중했다.
- 1992년: 현금 지급 사업을 시작했다.
- 1996년: 콜로라도 잉글우드에 북미 본사 설립하고 파리, 베트남, 홍콩에 사무소 개소했다.
- 2006년: 전신환 업무를 완전히 종료하고 금융 관련 업무에 주력했다.

## 대한민국
대한민국에서는 KB 국민은행, IBK 기업은행, 농협은행, KEB하나은행, 부산은행, 대구은행, 카카오뱅크 등과 제휴하여 해외 송금 사업을 하고 있다.

## 대중매체
- 백투더퓨처2의 마지막 장면에 주인공 마티 맥플라이에게 닥터 에밋 브라운의편지를 전해주는 사람이 웨스턴 유니온의 직원이다.
- 영화 위 워 솔저스의 전사자 부고에 표시된 전신회사 이름이 웨스턴 유니온이다.

## 같이 보기
- 팬그램